# Mesembriomys gouldii
Mesembriomys gouldii is een knaagdier uit het geslacht Notomys dat voorkomt in Australië. Zijn verspreidingsgebied beslaat het noorden van de Kimberley (noordelijk West-Australië), het noordwesten van Arnhemland, inclusief Melville-eiland (noordelijk Noordelijk Territorium; in het noordoosten van Arnhemland is hij uitgestorven) en delen van het Kaap York-schiereiland in Noord-Queensland, tussen Ravenshoe en de Iron Range. Daar leeft hij in open bossen en gebieden met struiken. Hoewel er drie ondersoorten zijn voorgesteld (M. g. melvillensis uit Melville-eiland, M. g. rattoides uit Queensland en M. g. gouldii uit de rest van het verspreidingsgebied), is hun bestaan nog niet met moderne middelen bevestigd.
Het is een grote, opvallende in bomen levende rat. De rug is grijsachtig of zelfs zwart, geleidelijk overgaand in de witte of lichtgrijze buik. De staart is lang en bedekt met een zwarte haren, op de witte pluim na. De oren en de voeten zijn groot en zwart. De kop-romplengte bedraagt 260 tot 315 mm, de staartlengte 310 tot 410 mm, de achtervoetlengte 66 tot 72 mm, de oorlengte 42 tot 46 mm en het gewicht 600 tot 880 gram. Vrouwtjes hebben 0+2=4 mammae.
De soort is 's nachts actief en slaapt in holle bomen of in een nest gebouwd in dichte vegetatie. Hoewel deze soort voornamelijk in bomen leeft, foerageert hij ook weleens op de grond. Hij eet fruit, zaden, insecten, groene knoppen en nectar. Het dier paart het hele jaar, maar het meeste aan het eind van het droge seizoen. Meestal worden er twee jongen geboren.